# Религија Астека
Религија Астека (енгл. Aztec religion), систем веровања, обреда и обичаја Астека у посткласичном периоду средњоамеричке историје.

## Космогонија (стварање света)
По сачуваним идеограмским сликама, познатим као Ватиканска колекција, Астеци су веровали да су пре њиховог времена четири Сунца, створена вољом богова, осветљавала Земљу. Прва од ових звезда, Атонатју (водено сунце), угасило се, после чега се десио велики потоп. Друго Сунце, Ехекатонатју, на самрти је ослободило силан ветар које је опустошио Земљу. Треће, Тлетонатју, уништило је Земљу ватром, али је најзад четврто, Тлатонатју, својим стварањем проузроковало настанак постојећег света. Укратко, према Астецима, који су позајмили ову космогонију од народа које су наследили у Мексичкој долини, људска раса је уништена у три различита времена, а земља је често поново насељена од стране парова који су избегли од катастрофа. Према приближном прорачуну епоха које су додељене сваком од ових разарања, наша земаљска кугла, поплављена, опустошена ветром, па спаљена, била би стара око двадесет хиљада година.

## Веровања
Као и други цивилизовани народи Мезоамерике у посткласичном периоду, Астеци су веровали у постојање и бесмртност душе. Веровали су да душе умрлих одлазе на три различита места. Душе ратника погинулих у боју, жртвованих боговима и жена умрлих на порођају одлазиле су на небо, где би проводиле вечност у друштву Сунца, претварајући се у облаке или птице. Душе утопљеника, убијених од грома и деце жртвоване Тлалоку, богу вода, одлазиле су у хладно и пријатно место звано Тлалокан. Најзад, душе грешника и умрлих од болести одлазиле су у подземни свет вечите таме, познат под именом Миктлан.

## Пантеон
Под снажним утицајем старијих мезоамеричких култура, нарочито Толтека и Теотихуакана, Астеци су усвојили политеистичку религију са пантеоном од десетак главних и преко две стотине нижих божанстава. Астечки пантеон био је веома разнородан, јер је обухватао тројно наслеђеː класично (Кецалкоатл), толтечко (Тецкатлипока) и на крају религију првобитних Астека (Хуицилопочтли). Најважнији богови Астека били суː
- Ометеотл, двојно божанство стварања[5][6]
- Тецкатлипока (Димно Огледало), врховни бог Астека[5][7]
- Хуицилопочтли (Хујцилопохтли), бог рата, бог-Сунце и племенски бог првобитних Астека[5][8]
- Кецалкоатл (Перната Змија), бог просветитељ,[5] бог ваздуха[5][9]
- Тлалок, бог воде, кише и грома, главни бог вегетације[5][10]
- Чикомекоатл, богиња кукуруза[5]
- Шипетотек (Хипе Тотек, Одерани), бог пролећне вегетације[5] и златара[11]
- Тонанцин, богиња мајка[5]
- Нанахуацин, бог Сунца[12][13]
- Центеотл, бог кукуруза[14]
- Миктлантекутли, бог смрти и подземног света[15]
- Тонатиу, Сунце
- Шолотл. бог ватре[16]